# Xã Magness, Quận Independence, Arkansas
Xã Magness (tiếng Anh: Magness Township) là một xã thuộc quận Independence, tiểu bang Arkansas, Hoa Kỳ. Năm 2010, dân số của xã này là 456 người.